# Кејн (Пенсилванија)
Кејн (енгл. Kane) град је у америчкој савезној држави Пенсилванија.

## Демографија
По попису из 2010. године број становника је 3.730, што је 396 (-9,6%) становника мање него 2000. године.
| Група             | 2000.         | 2010.         |
| Белци             | 4.053 (98,2%) | 3.642 (97,6%) |
| Афроамериканци    | 5 (0,1%)      | 13 (0,3%)     |
| Азијати           | 7 (0,2%)      | 17 (0,5%)     |
| Хиспаноамериканци | 34 (0,8%)     | 25 (0,7%)     |
| Укупно            | 4.126         | 3.730         |